# فيناكيت
الفيناكيت هو أحد معادن السيليكات ينتمي إلى تصنيف النيسوسيليكات.
هو معدن نادر نسبياً يتكون من أورثوسيليكات البيريليوم (Be2SiO4). 
يتم استخدام الفيناكيت غالباً كنوع من الأحجار الكريمة كما أنه يوجد على هيئة بلورات معزولة تكون ذات نظام بلوري ثلاثي. لا يوجد للفيناكيت انفلاق بلوري أما الكسر فهو محاري الشكل. 
صلابة الفيناكيت على مقياس موس عالية، تتراوح ما بين 7.5 - 8، أما الكثافة النوعية تبلغ 2.96.

## الشكل
يظهر الفيناكيت أحياناً على شكل بلورات عديمة اللون وشفافة تماماً، ولكن في الغالب تكون رمادية أو صفراء، وقد تتواجد على هيئة بلورات شاحبة إلى اللون الأحمر الوردي. في المظهر العام والصفات المعدنية لا يشبه الفيناكيت معدن الكوارتز الذي يتم تشبيهه به خطأً في أغلب الأحيان.

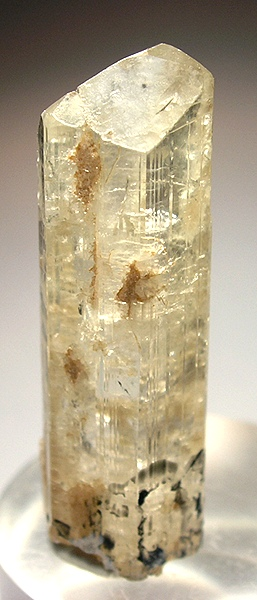
بلورات الفيناكيت من جبل إيكاكا، مدغشقر(الحجم: 3.1 x 1 x 0.7 cm)

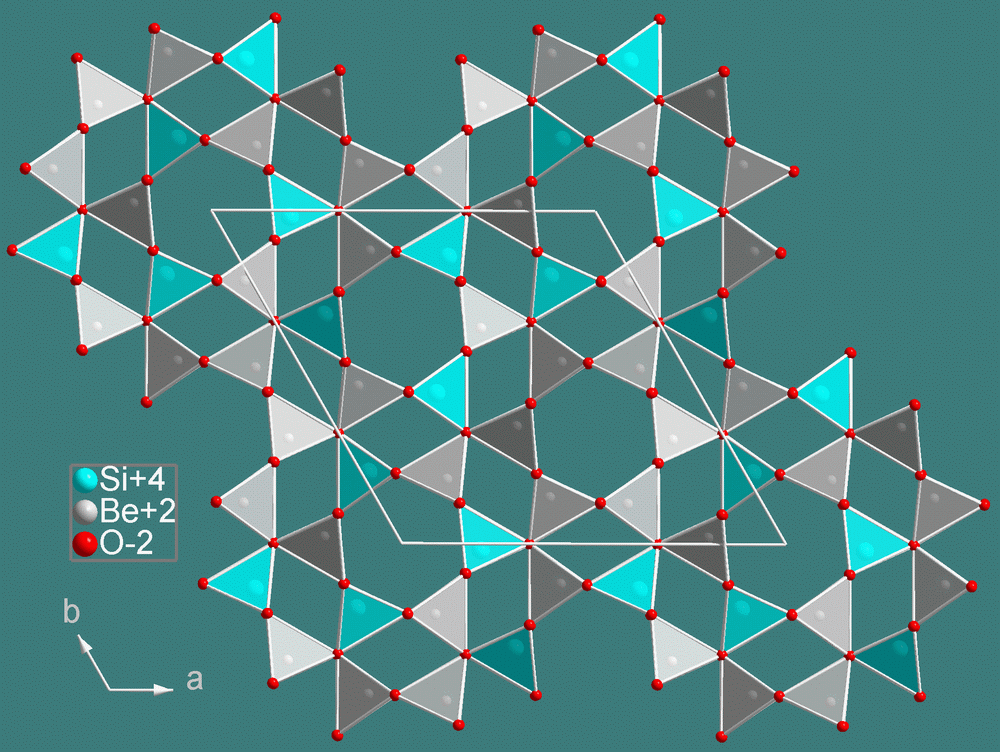
البنية الهيكلية لحجر الفيناكيت